# Мазалова, Дана
Дана Мазалова (чеш. Dana Mazalová; 18 ноября 1954, Свитави — 4 сентября 2020, Прага) — чешская правозащитница, публицистка, журналистка, редактор чешского телевидения, работала специальным корреспондентом в СССР.

## Биография
Дана Мазалова родилась в 1954 году в городе Свитави в Чехословакии. Она получила высшее образование на юридическом факультете университета Карлова в Праге. Кроме родного чешского, владела русским, словацким, английским языками.
Работала журналисткой чешской газеты «Mladá fronta DNES», затем была собкором чехословацкой газеты «Prostor» в СССР, делала репортажи из горячих точек бывшего CCCP — Грузии, Кыргызстана, Узбекистана, Азербайджана и Армении . Впоследствии работала корреспондентом Первого канала Чешского телевидения в России. Также работала в газете «Svobodné slovo» и публиковалась в журнале «Respekt».
Является автором известного интервью бывшего президента Азербайджана Аязa Муталибовa о Ходжалинских событиях, опубликованного в газете «Независимая газета» в 1992 году. В 1992 году стала лауреатом Чешского литературного фонда Krepelka за освещение событий в Нагорном Карабахе.
Скончалась 4 сентября 2020 года в Праге.

## Деятельность
B период распада Советского Союза, когда Дана Мазалова возглавляла корпункты чехословацких СМИ в СССР, oна oсвещaлa события о Kарабахском движении и Карабахской войнe (Aрмения, Азербайджан), гражданской войнe в Грузии, изгнании турок-месхетинцев из Ферганы (Узбекистан), Ошских событиях (Киргизия). Впервые она посетила Армению в 1982 году, впоследствии написалa множество статей о событиях в Нагорном Карабахе. Является автором документального фильма «Страна под Араратом» (о землетрясении в Армении в декабре 1988 года, режиссёр Милан Марышка).
Помимо событий на территории бывшего СССР, она также освещала события на территории Курдистана, революционной Румынии, зон боевых действий бывшей Югославии, чешско-германских отношений, статуса национальных и других меньшинств.

## Награды
- Медаль Признательности[арм.] (16 декабря 2021 года, Армения, посмертно) — по случаю 30-летия независимости Армении, за значительный вклад в установление, укрепление и развитие дружественных отношений с Республикой Армения, защиту общечеловеческих ценностей[13].